# Doutrina Mitterrand

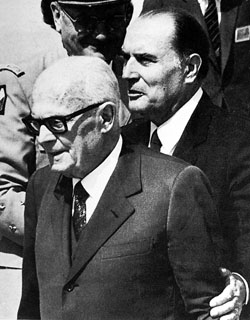
Sandro Pertini e Mitterrand

Doutrina Mitterrand é o nome pela qual ficou conhecida a prática política do governo do presidente socialista francês, François Mitterrand, na qual os ex-guerrilheiros que renunciassem ao terrorismo, poderiam viver na França. Em troca não seriam extraditados.
Foi uma prática nunca escrita, mas que na prática fez com que muitos italianos ligados a grupos terroristas se refugiassem no país.

## História
A "doutrina Mitterrand" foi definida durante um discurso no Palácio dos Desportos em Rennes, em 1 de fevereiro de 1985. Em 21 de abril de 1985, no 65º Congresso da Liga dos Direitos do Homem, ele declarou que o italiano, antigo militante, que tivesse quebrado com o seu passado violento e fugido para a França, seria protegido de extradição para a Itália :

"(…) Refugiados italianos que participaram em atividades terroristas (…) antes de 1981 têm quebrado laços com a máquina infernal em que participaram, deram início a uma segunda fase de suas vidas, estando inseridos na sociedade francesa (…) Eu disse ao governo italiano que estavam seguros de qualquer punição por meio de extradição."

Mitterrand excluiu desta proteção “o terrorismo sanguinário".
Esta declaração foi seguida pela justiça francesa quando solicitada a extradição de italianos de extrema-esquerda terrorista ou ativista. O Corriere della Sera publicou em 2007 que Mitterrand fora convencido por Abbé Pierre a proteger tais ativistas. Segundo os advogados de Cesare Battisti, Mitterrand tinha dado sua palavra, em consulta com o premiê italiano Bettino Craxi.
Já em 2002, a França extraditara Paolo Persichetti, um ex-membro das Brigadas Vermelhas, que então lecionava Sociologia na universidade, contrariando a doutrina Mitterrand. No entanto, antes, em 1998, o Tribunal de Apelações de Bordéus julgou que Tornaghi Sergio não poderia ser extraditado para a Itália, fundamentado no procedimento italiano de não haver um novo julgamento pós-extradição, visto já ter havido um julgamento à revelia.
Estas extradições em 2000 envolveram não somente as Brigadas Vermelhas, mas também outros militantes esquerdistas que tinham fugido para a França e estavam sendo procurados pela justiça italiana, incluído Antonio Negri, que finalmente optou por regressar a Itália e se entregar à justiça. Em 2004, a extradição de Cesare Battisti foi autorizada pelas autoridades judiciárias francesas.
Em 2005, o Conselho de Estado da França confirmou a extradição e marcou o fim da Doutrina Mitterrand:

Considerando que, se o denunciante invoca as declarações proferidas pelo Presidente da República em 20 de Abril de 1985, a um movimento de defesa dos direitos humanos, sobre o tratamento pelas autoridades francesas de pedidos de extradição de cidadãos envolvidos em ações terroristas em Itália e instalada por muitos anos em França, esta ligação, que deve, além disso, estar mais próxima dos detidos em várias ocasiões por esta mesma autoridade sobre o mesmo assunto, que reservava o caso das pessoas condenadas no país, como ao requerente autor, de crimes de sangue, são, em si, desprovidas de efeito jurídico; bem como a carta do Primeiro-Ministro enviada em 4 março de 1998, aos advogados desses cidadãos."